# Ostra (stolica tytularna)
Ostra (łac. Dioecesis Ostrensis) – stolica historycznej diecezji w Italii, erygowanej ok. V wieku, a skasowanej ok. roku 550.
Współczesne miasto Ostra znajduje się w prowincji Ankona we Włoszech. Obecnie katolickie biskupstwo tytularne ustanowione w 2004 przez papieża Jana Pawła II.

## Biskupi tytularni
| Lp. | Biskup             | Funkcja             | Od               | Do |
| --- | ------------------ | ------------------- | ---------------- | -- |
| 1   | Francis Chullikatt | nuncjusz apostolski | 29 kwietnia 2006 |    |